# Nissan Motors Football Club 1987-1988
Questa voce raccoglie le informazioni riguardanti il Nissan Motors Football Club nelle competizioni ufficiali della stagione 1987-1988.

## Stagione
Grazie all'introduzione di norme che permettevano il tesseramento di calciatori professionisti in Japan Soccer League, il Nissan Motors poté portare in rosa l'ex difensore della nazionale brasiliana José Oscar Bernardi e Wagner Lopes: nelle competizioni in cui era iscritta, la squadra non ottenne tuttavia risultati di rilievo uscendo nelle fasi intermedie delle coppe e giungendo quarto in campionato.

## Maglie e sponsor
Le magliette, prodotte dall'Adidas, recano sulla parte anteriore una scritta Nissan color oro.
| Manica sinistra · Manica sinistra · Maglietta · Maglietta · Manica destra · Manica destra · Pantaloncini · Calzettoni | Manica sinistra · Maglietta · Manica destra · Pantaloncini · Calzettoni |  |

## Rosa
| N. |                     | Ruolo | Calciatore           |
| -- | ------------------- | ----- | -------------------- |
| 3  | Giappone (bandiera) | D     | Shinji Tanaka        |
| 4  | Giappone (bandiera) | D     | Takeshi Koshida      |
| 8  | Giappone (bandiera) | A     | Takashi Mizunuma     |
| 10 | Giappone (bandiera) | C     | Kazushi Kimura       |
|    | Giappone (bandiera) | P     | Shigetatsu Matsunaga |
|    | Giappone (bandiera) | D     | Hiroshi Hirakawa     |
|    | Giappone (bandiera) | D     | Tetsuji Hashiratani  |
|    | Giappone (bandiera) | D     | Toru Sano            |
|    | Giappone (bandiera) | D     | Shinobu Ikeda        |
|    | Giappone (bandiera) | D     | Hajime Ishii         |

| N. |                     | Ruolo | Calciatore          |
| -- | ------------------- | ----- | ------------------- |
|    | Giappone (bandiera) | D     | Kenji Ōba           |
|    | Brasile (bandiera)  | D     | José Oscar Bernardi |
|    | Giappone (bandiera) | C     | Makoto Sugiyama     |
|    | Giappone (bandiera) | C     | Nobutoshi Kaneda    |
|    | Giappone (bandiera) | C     | Masaaki Sakaida     |
|    | Giappone (bandiera) | C     | Keiichi Zaizen      |
|    | Giappone (bandiera) | C     | Hidehiko Shimizu    |
|    | Giappone (bandiera) | A     | Kokichi Kimura      |
|    | Giappone (bandiera) | A     | Kōichi Hashiratani  |
|    | Brasile (bandiera)  | A     | Wagner Lopes        |

## Statistiche

### Statistiche di squadra
| Competizione          | Punti | Totale | Totale | Totale | Totale | Totale | Totale | DR  |
| Competizione          | Punti | G      | V      | N      | P      | Gf     | Gs     | DR  |
| --------------------- | ----- | ------ | ------ | ------ | ------ | ------ | ------ | --- |
| JSL Division 1        | 25    | 22     | 10     | 5      | 7      | 27     | 20     | +7  |
| JSL Cup               | -     | 3      | 2      | 1      | 0      | 8      | 1      | +7  |
| Coppa dell'Imperatore | -     | 3      | 2      | 1      | 0      | 8      | 2      | +6  |
| Totale                |       | 28     | 14     | 7      | 7      | 43     | 23     | +20 |